# Otago Glacier
Otago Glacier är en glaciär i Antarktis. Den ligger i Östantarktis. Nya Zeeland gör anspråk på området. Otago Glacier ligger 300 meter över havet.
Terrängen runt Otago Glacier är varierad. Trakten är obefolkad. Det finns inga samhällen i närheten.